# Drohobyč
Drohobyč (ukrajinsky Дрогобич, polsky Drohobycz, v jidiš דראָביטש‎) je město v Haliči na západní Ukrajině, zhruba 60 km jihozápadně od Lvova; spadá pod Lvovskou oblast (jejímž je druhým největším městem) a je centrem Drohobyčského rajónu; v letech 1939–1959 bylo centrem Drohobyčské oblasti. Město leží na soutoku řek Tysmenycja a Seret, přítocích Dněstru. První zmínky jsou z roku 1387. V roce 2006 zde žilo necelých 80 000 obyvatel, v roce 2022 však počet obyvatel poklesl na přibližně 73 tisíc obyvatel.
Drohobyč leží na železniční trati Stryj – Sambir; odbočuje zde trať do oblíbeného letoviska Truskavec a do města Boryslav.

## Historie
Mezi světovými válkami byl Drohobyč součástí druhé Polské republiky (jako Drohobycz). V září roku 1939  bylo území meziválečného Polska rozděleno mezi nacistické Německo a SSSR a město připojeno k sovětské Ukrajině. V sovětské Ukrajině se Drohobyč stal centrem Drohobyčské oblasti. Místní polští skauti vytvořili kurýrní organizaci, která na konci roku 1939 a na začátku roku 1940 propašovala stovky lidí ze Sovětského svazu do Maďarska přes sovětsko-maďarskou hranici v Karpatech. Během prvních týdnů nacistické invaze do SSSR bylo město obsazeno nacistickým Německem, které zde zřídilo ghetto.

## Rodáci
Poblíž města se narodil ukrajinský básník Ivan Franko (1856–1916). Mezi slavné rodáky patří také ukrajinský filosof, lékař a astronom Jurij Drohobyč (1450–1494) a polsko-židovský spisovatel Bruno Schulz (1892–1942), či polský básník Kazimierz Wierzyński. Narodila se zde také Aliza Beginová (1920–1982) – manželka izraelského premiéra Menachema Begina